# IPhone 3G
iPhone 3G — друге покоління сенсорних смартфонів від корпорації Apple.
iPhone 3G був презентований в червні 2008 року на Worldwide Developers Conference в Сан-Франциско. Продажі розпочались 11 липня 2008 року. На смартфоні була попередньо встановлена операційна система iOS 2.0. Перший смартфон з серії iPhone, який отримав підтримку мереж UMTS, HSDPA, а також підтримку A-GPS.
Дизайн пристрою був модифікований: металева задня кришка замінена на пластикову панель (чорного або білого кольору) відмінною від колишньої форми. Була знижена ціна з контрактом оператора до 199 доларів за модель з 8 GB і 299 доларів — з 16 GB вбудованої пам'яті. Територія розповсюдження iPhone розширилася до 70 країн протягом декількох місяців.
Знятий з виробництва 25 травня 2010 року.

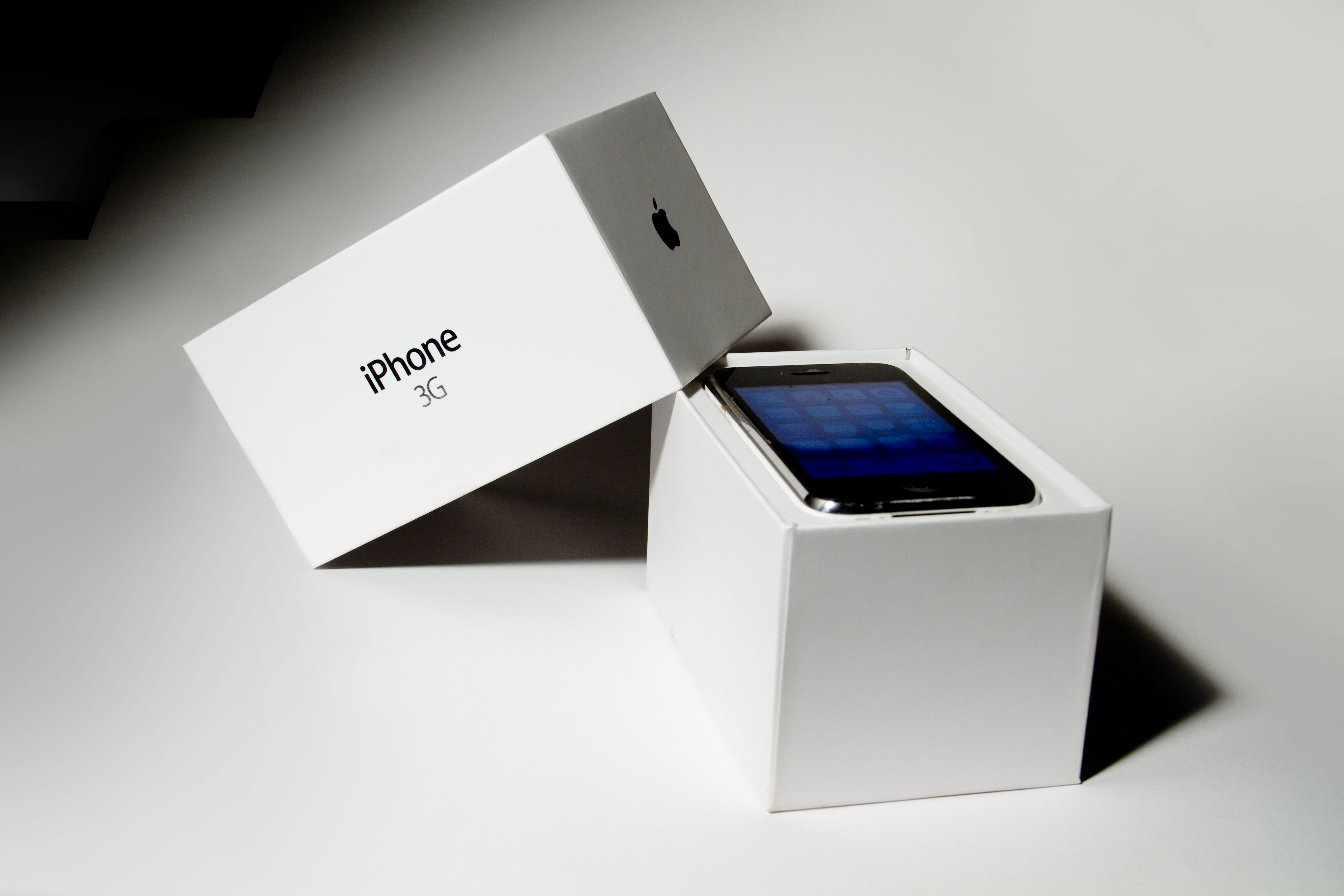
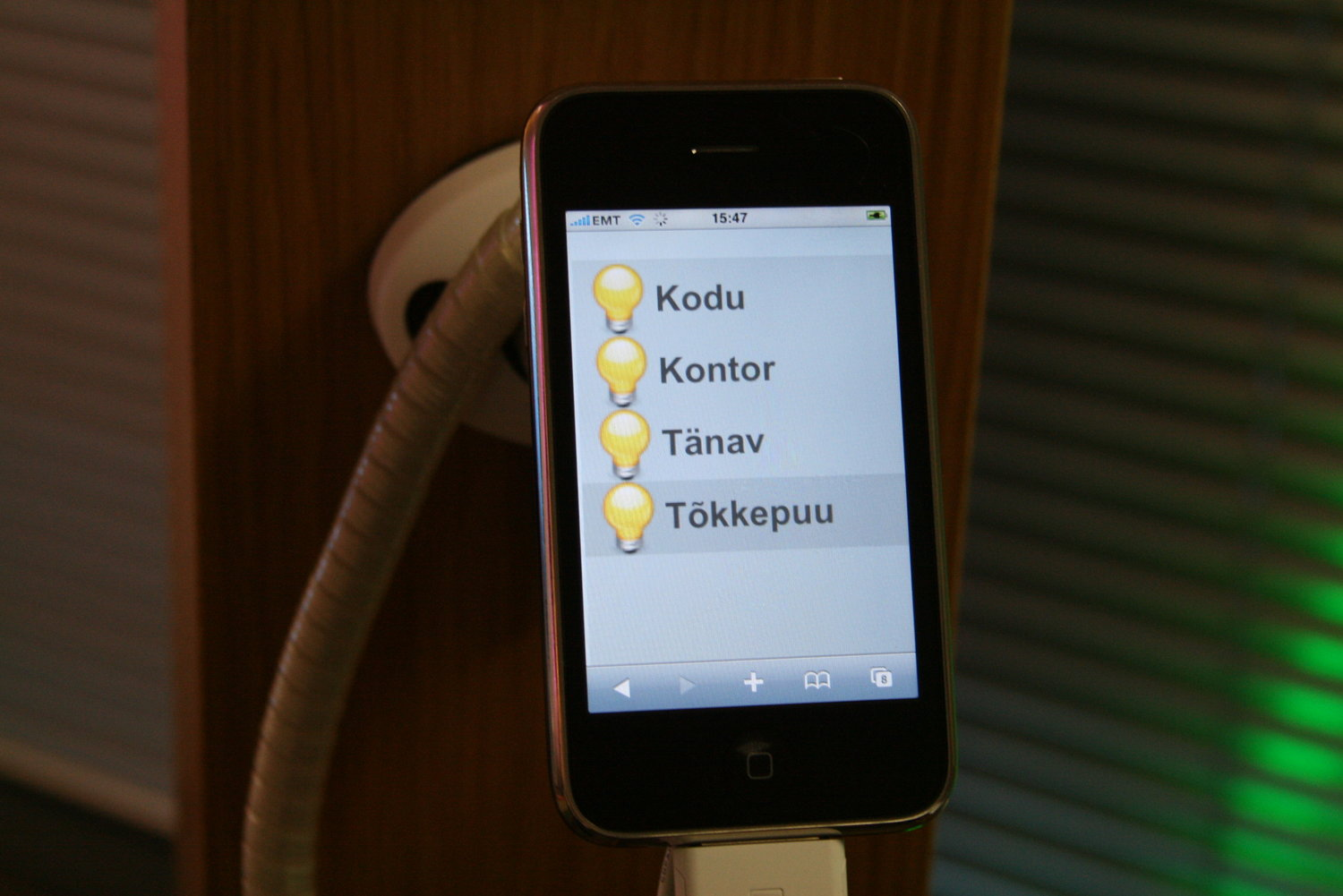
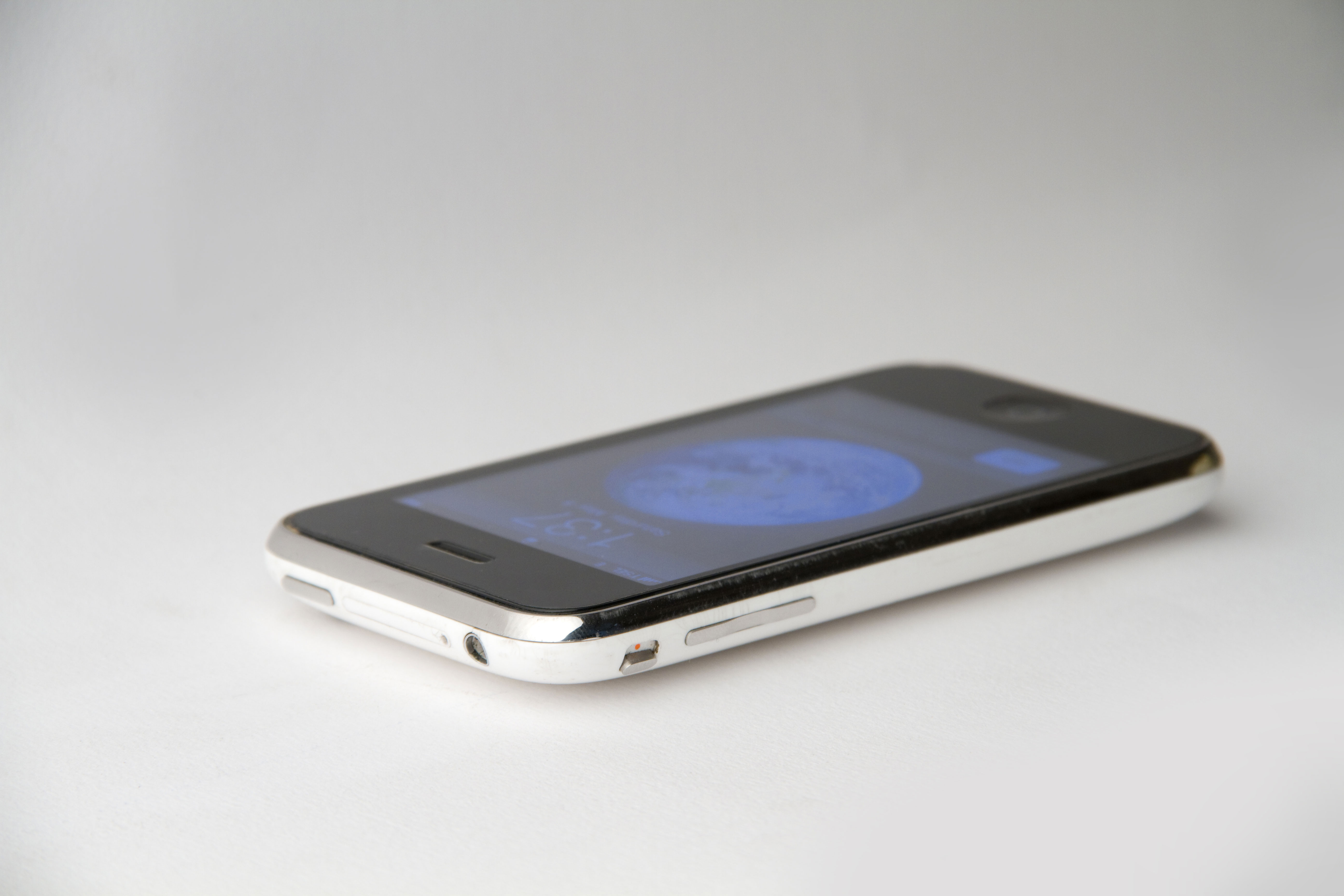
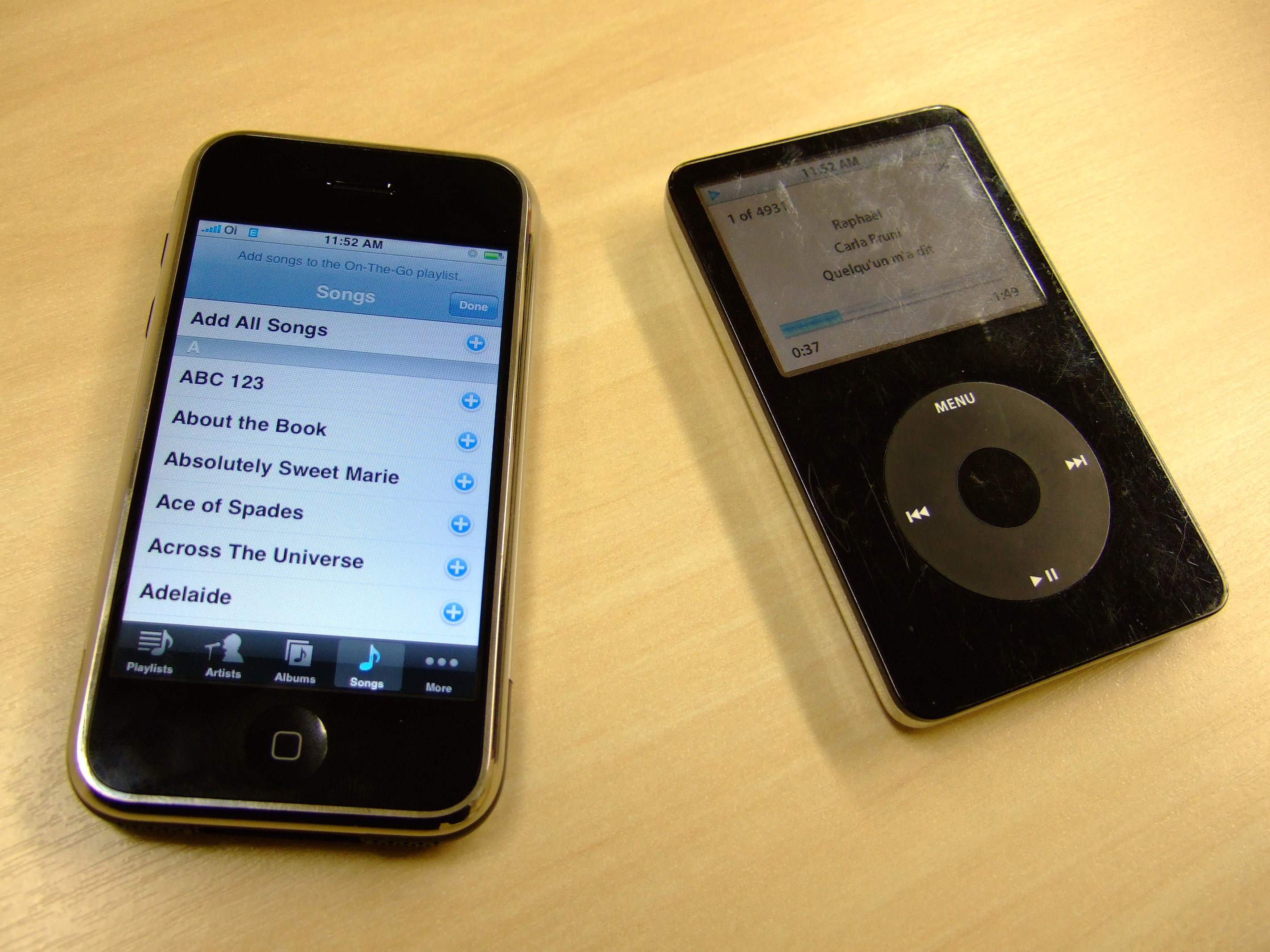